# Osoba bezdomna

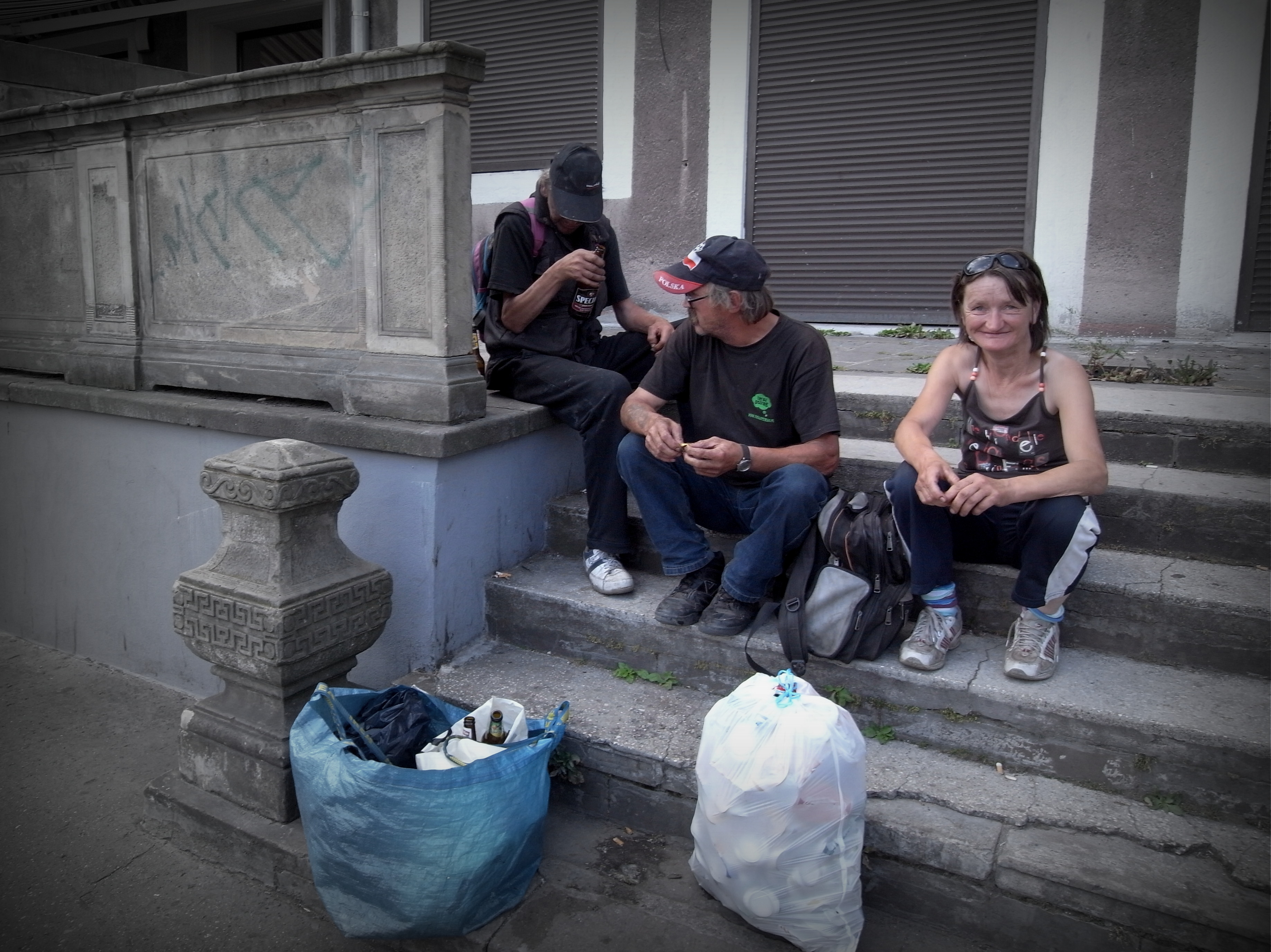
Bezdomni

Osoba bezdomna – osoba niezamieszkująca w lokalu mieszkalnym w rozumieniu przepisów o ochronie praw lokatorów i mieszkaniowym zasobie gminy oraz niezameldowana na pobyt stały, w rozumieniu przepisów o ewidencji ludności, a także osoba niezamieszkująca w lokalu mieszkalnym i zameldowana na pobyt stały w lokalu, w którym nie ma możliwości zamieszkania.